# Maurits Snellen
Pour les articles homonymes, voir Snellen.
Maurits Snellen, né le 1er avril 1840 à Zeist et mort le 20 octobre 1907 à Apeldoorn, est un explorateur et météorologue néerlandais. 
Il est surtout connu comme chef de l'expédition polaire néerlandaise de 1882-1883 (nl). Il a également succédé à Christoph Buys Ballot en tant que directeur de l'Institut royal météorologique des Pays-Bas (KNMI).

## Biographie
Maurits Snellen étudie et obtient son doctorat à Leyde. Sa thèse est intitulée Sur les propriétés optiques des métaux. En 1872, il devient assistant de Christophorus Buys Ballot et en 1877, directeur du département « observations terrestres » du KNMI.
Snellen reçoit en 1882 le commandement de l'expédition polaire néerlandaise. L'expédition est organisée dans le cadre de l'Année polaire internationale 1882-1883. L'expédition hollandaise n'atteint pas sa destination prévue et reste coincée dans les glaces. Néanmoins, toutes les observations sont faites conformément au protocole. Après le naufrage du navire, les membres retournent en parcourant la glace. Sous la direction de Snellen, les 23 hommes atteignent la côté sud de l'île Vaïgatch où ils sont récupérés par un navire norvégien. Snellen publie deux ouvrages sur l'expédition.
En 1891, il succède à Buys Ballot en tant que directeur du KNMI. Sous sa direction, l'institut déménage de l'observatoire de Sonnenborgh à De Bilt. En 1902, il démissionne de son poste et prend la direction du nouveau Département de magnétisme terrestre et de sismologie.

## Publications
- 1865 : Over de optiesche eigenschappen der metalen, Leyde.
- 1886 : De Nederlandsche Pool-Expeditie 1882–83, Bosch, Utrecht.
- 1897 : Beknopt geschiedkundig overzicht van de beoefening der meteorologie in het algemeen en van die in Nederland in het bijzonder, Boekhoven, Utrecht.